# 鷲と鷹
『鷲と鷹』（わしとたか）は1957年公開の日本映画。井上梅次監督、石原裕次郎主演の本格的な海洋アクション映画である。
貨物船を舞台に海洋サスペンスアクションが繰り広げられる。
オープニングの殺人ミステリー、壮絶なバトル、美しい海上ロケーション、華麗なラブシーン、クライマックスの大暴風雨シーンなど様々な娯楽映画の要素が盛り込まれている。日活スコープ、日活イーストマンカラー。
本映画の主題歌「鷲と鷹」（正式名：海の男は行く、石原裕次郎　唄）は、1958年にテイチクが発売したシングル盤「嵐を呼ぶ男/鷲と鷹」に収録されている。 

## スタッフ
- 監督＝井上梅次
- 脚本＝井上梅次
- 製作＝坂上静翁
- 撮影＝岩佐一泉
- 音楽＝多忠修
- 美術＝中村公彦
- 録音＝橋本文雄
- 照明＝藤林甲
- 編集＝鈴木晄
- スチール＝斎藤耕一
- 助監督＝舛田利雄
- 製作主任＝中井景
- 主題歌：鷲と鷹（正式名：海の男は行く）
  - 歌唱：石原裕次郎
  - 作詞：井上梅次
  - 作曲：萩原忠司

## キャスト
- 千吉＝石原裕次郎
- 佐々木＝三國連太郎
- 明子＝浅丘ルリ子
- 朱実＝月丘夢路
- 吾郎＝長門裕之
- 鬼鮫＝二本柳寛
- おやじ＝澤村國太郎
- おっかあ＝柳沢真一
- 彦兵衛 ＝西村晃
- 松＝安部徹
- 由＝木戸新太郎
- 辰＝青木富夫
- 健 ＝穂高溪介
- 宮沢＝弘松三郎
- 三造＝小林重四郎
- 捜査主任＝河上信夫
- サイパンのおやじ＝天草四郎